# Norwegische Basketballnationalmannschaft der Damen
Die norwegische Basketballnationalmannschaft der Damen vertritt den Norwegen im internationalen Basketball und wird vom Basketballverband NBBF (norwegisch Norges Basketballforbund) organisiert.
Bisher konnte sich die Mannschaft noch zu keinem größeren internationalen Wettbewerb qualifizieren.

## Abschneiden bei internationalen Wettbewerben

### Olympische Spiele
| - keine |

### Weltmeisterschaften
| - keine |

### Europameisterschaften
| - keine |

## Kader
Eine Übersicht des Kaders findet sich beispielsweise in der englischsprachigen Fassung dieses Artikels oder auf dem Internetportal eurobasket.com (s. Abschnitt Weblinks).